# Цзінхай
Район Цзінхай (кит.: 静海区) — район муніципалітету Тяньцзінь, Китайська Народна Республіка, розташований у південно-західній частині муніципалітету, межує з провінцією Хебей на півдні та заході, районом Сіцін на півночі та північному сході та Біньхай на сході. Це місце народження Хо Юаньцзя.

## Адміністративний поділ
У районі 16 міст і 2 селища  .
| Ім'я                 | Китайська (S) | Ханью Піньїнь         | Населення (2010) | Площа (км 2) |
| -------------------- | ------------- | --------------------- | ---------------- | ------------ |
| Місто Цзінхай        | 静海镇        | Jìnghǎi Zhèn          | 154,325          | 6.2          |
| Місто Дулю           | 独流镇        | Дуліу Чжень           | 36 490           | 27.2         |
| Місто Тайтоу         | 台头镇        | Táitóu Zhèn           | 22 794           | 35           |
| Місто Ванкоу         | 王口镇        | Wángkǒu Zhèn          | 32,622           | 92.6         |
| Місто Лянтоу         | 梁头镇        | Liángtóu Zhèn         | 24 832           | 96.7         |
| Місто Січжайчжуан    | 西翟庄镇      | Xīdízhuāng Zhèn       | 13310            | 85.4         |
| Місто Дафендуй       | 大丰堆镇      | Dàfēngduī Zhèn        | 16,105           | 70.1         |
| Місто Тангуантун     | 唐官屯镇      | Tángguāntún Zhèn      | 44,167           | 113          |
| Місто Чжунван        | 中旺镇        | Zhōngwàng Zhèn        | 31,128           | 67           |
| Місто Шуантан        | 双塘镇        | Shuāngtáng Zhèn       | 16 656           | 42.6         |
| Місто Яньчжуан       | 沿庄镇        | Яньчжуан Чжень        | 33,181           | 32           |
| м. Зія               | 子牙镇        | Зія Чжень             | 31,757           | 57.4         |
| Місто Туанбо         | 团泊镇        | Туанпо Чжень          | 18 299           | 54.6         |
| Місто Дацючжуан      | 大邱庄镇      | Dàqiūzhuāng Zhèn      | 72,194           | 7.2          |
| Місто Цайгунчжуан    | 蔡公庄镇      | Càigōngzhuāng Zhèn    | 21 498           | 108.2        |
| Місто Ченгуантун     | 陈官屯镇      | Chénguāntún Zhèn      | 29,237           | 92.5         |
| Містечко Лянванчжуан | 良王庄乡      | Liángwángzhuāng Xiāng | 20 706           | 38           |
| Містечко Янченчжуан  | 杨成庄乡      | Янгченгжуан Сян       | 24 987           | 68.9         |
| промислові зони      |               |                       | 2690             |              |

## Клімат
| Клімат район Цзінхай (1981−2010) | Клімат район Цзінхай (1981−2010) | Клімат район Цзінхай (1981−2010) | Клімат район Цзінхай (1981−2010) | Клімат район Цзінхай (1981−2010) | Клімат район Цзінхай (1981−2010) | Клімат район Цзінхай (1981−2010) | Клімат район Цзінхай (1981−2010) | Клімат район Цзінхай (1981−2010) | Клімат район Цзінхай (1981−2010) | Клімат район Цзінхай (1981−2010) | Клімат район Цзінхай (1981−2010) | Клімат район Цзінхай (1981−2010) | Клімат район Цзінхай (1981−2010) |
| Показник                         | Січ.                             | Лют.                             | Бер.                             | Квіт.                            | Трав.                            | Черв.                            | Лип.                             | Серп.                            | Вер.                             | Жовт.                            | Лист.                            | Груд.                            |                                  |
| Абсолютний максимум, °C          | 14,7                             | 20,8                             | 30,9                             | 33,6                             | 38,6                             | 39,8                             | 41,6                             | 37,4                             | 35,6                             | 31,2                             | 23,4                             | 14,9                             |                                  |
| Середній максимум, °C            | 2,0                              | 5,9                              | 12,5                             | 21,1                             | 26,8                             | 30,8                             | 31,6                             | 30,5                             | 26,7                             | 20,0                             | 10,6                             | 3,8                              |                                  |
| Середня температура, °C          | −3,5                             | −0,1                             | 6,3                              | 14,6                             | 20,5                             | 25,0                             | 26,9                             | 25,8                             | 20,9                             | 14,0                             | 5,1                              | −1,4                             |                                  |
| Середній мінімум, °C             | −7,7                             | −4,6                             | 1,3                              | 8,8                              | 14,7                             | 19,8                             | 22,7                             | 21,8                             | 16,1                             | 9,1                              | 0,7                              | −5,3                             |                                  |
| Абсолютний мінімум, °C           | −17,8                            | −16,2                            | −8,6                             | −1                               | 4,7                              | 9,6                              | 16,2                             | 14,1                             | 5,4                              | −2,7                             | −10,3                            | −19,1                            |                                  |
| Норма опадів, мм                 | 3.0                              | 4.7                              | 10.2                             | 21.3                             | 40.8                             | 80.8                             | 153.7                            | 112.1                            | 50.5                             | 27.9                             | 11.3                             | 2.9                              |                                  |
| Вологість повітря, %             | 53                               | 50                               | 49                               | 48                               | 54                               | 61                               | 74                               | 76                               | 69                               | 62                               | 60                               | 57                               |                                  |
| -------------------------------- | -------------------------------- | -------------------------------- | -------------------------------- | -------------------------------- | -------------------------------- | -------------------------------- | -------------------------------- | -------------------------------- | -------------------------------- | -------------------------------- | -------------------------------- | -------------------------------- | -------------------------------- |